# Anoplanomala globulosa
Anoplanomala globulosa – gatunek chrząszcza z rodziny poświętnikowatych, podrodziny rutelowatych i plemienia Anomalini.
Gatunek ten został opisany w 1903 przez Davida Sharpa jako Anomala globulosa.
Ciało długości od 7 do 8 mm i szerokości od 4,5 do 5 mm, raczej krótko jajowate w obrysie, bardzo błyszczące i wypukłe, niegęsto i raczej długo, szaro owłosione pod spodem. Ubarwienie głęboko czerwono-brązowe z głową i przedpleczem czarnymi, żółtymi czułkami i spodem trzech nasadowych segmentów odwłoka i rudymi stopami. Przód głowy i prawie półokrągły nadustek punktowane. Przedplecze o przednich kątach nieco ostrych, tylnych tępych i dobrze zaznaczonych, nasadzie bardzo delikatnie trójfalistej i słabo obrzeżonej, a powierzchni rzadko i bardzo delikatnie punktowanej. Tarczka szeroka i tępa. Na pokrywach gęsto punktowane, silnie wgłębione i równo rozstawione rzędy oraz wąskie i wypukłe międzyrzędy. Golenie odnóży przednich bez ostrogi końcowej, ale z dwoma silnymi, tępymi zębami. Uda odnóży tylnych powiększone.
Chrząszcz endemiczny dla Indii, znany z gór Nilgiri.